# Yakisoba
Yakisoba (焼そば eller 焼きそば, stegte nudler) er en japansk ret med nudler. Selvom soba (kogte nudler af boghvede) er en del af navnet, benyttes der ikke boghvede men hvedemel i stil med det, der bruges til ramen-nudler.
Nudlerne tilberedes sammen med grøntsager, kød eller fisk. Man kan enten købe det færdigt på teppanyaki-restauranter eller selv tilberede dem på en teppan (stålplade til tilberedning af mad ved bordet). Her får man en skål med forkogte nudler og de andre ingredienser. Man kan så enten stege nudlerne først og så tilføje resten, eller man kan stege det alt sammen på teppan. Dertil findes en speciel yakisoba-sovs.
På forskellige japanske festivaler (matsuri) er der blandt andre madboder også yakisoba-stande.
- Ōta-yakisoba
- Fujinomiya-Yakisoba
- Italian-yakisoba (Shiga)
- Sobameshi
- Himeji-chanpon yaki
- Shio yakisoba
- Ankake yakisoba